# Zopheridae
Zopheridae là một họ bọ cánh cứng được gộp từ hai họ trước đây là Monommatidae và Colydiidae, hai họ này hiện là các phân họ của Zopheridae. Họ này có hơn 100 chi và hàng trăm loài phân bố trên toàn cầu.

## Phân loại
Theo Michael A. Ivie:
- Colydiinae Erichson, 1845
  - Acropini Sharp, 1894
    - Acropis Burmeister, 1840
    - Ethelema Pascoe, 1860
    - Lemmis Pascoe, 1860
    - Plagiope Erichson, 1845

  - Adimerini Sharp, 1894
    - Monoedus Horn, 1882
    - Stenomonoedus Heinze, 1954

  - ColydiinaeIncertae  
    - Acolophoides Slipinski & Lawrence, 1997
    - Acostonotus Slipinski & Lawrence, 1997
    - Anisopaulax Reitter, 1877
    - Aplanetes Sharp, 1899
    - Bulasconotus Slipinski & Lawrence, 1997
    - Cicablabus Slipinski & Lawrence, 1997
    - Epistranodes Slipinski & Lawrence, 1997
    - Faecula Slipinski & Lawrence, 1997
    - Franzorphius Schuh, 1998
    - Hybonotus Slipinski & Lawrence, 1997
    - Lascobitoma Slipinski & Lawrence, 1997
    - Lepidosynchis Kolbe, 1897
    - Lobomesa Slipinski & Lawrence, 1997
    - Notocoxelus Slipinski & Lawrence, 1997
    - Opostirus Kirsch, 1865
    - Rhagoderidea Wickham, 1914
    - Rhizonium Sharp, 1876
    - Tarphiablabus Slipinski & Lawrence, 1997
    - Tentablabus Slipinski & Lawrence, 1997
    - Todimopsis Slipinski & Lawrence, 1997

  - Colydiinii Erichson, 1845
    - Anarmostes Pascoe, 1860
    - Aulonium Erichson, 1845
    - Colydium Fabricius, 1792
    - Pseudaulonium Reitter, 1877

  - Gempylodini Sharp, 1893
    - Aprostoma Guerin-Meneville, 1840
    - Endestes Pascoe, 1863
    - Gempylodes Pascoe, 1863
    - Mecedanum Erichson, 1845
    - Munaria Reitter, 1882
    - Pseudendestes Lawrence, 1980

  - Nematidiini Sharp, 1894
    - Nematidium Erichson, 1845

  - Rhagoderini LeConte & Horn, 1883
    - Rhagodera Mannerheim, 1843

  - Rhopalocerini Reitter, 1911
    - Rhopalocerus W. Redt

  - Sarrotriini Billberg, 1820
    - Diplagia Reitter, 1882
    - Helioctamenus Schaufuss, 1882
    - Orthocerus Latreille, 1796

  - Synchitini Erichson, 1845
    - Ablabus Broun, 1880
    - Acolobicus Sharp, 1894
    - Acolophus Sharp, 1886
    - Afrorthocerus Pope, 1959
    - Allobitoma Broun, 1921
    - Alluauditoma Dajoz, 1980
    - Anosyana Dajoz, 1980
    - Antilissus Sharp, 1879
    - Ascomma Waterhouse, 1876
    - Asprotera Pascoe, 1860
    - Asynchita Sharp, 1894
    - Atyscus Pascoe, 1863
    - Bhutania Dajoz, 1975
    - Bitoma Herbst, 1793
    - Bolcocius Dajoz, 1977
    - Bupala Pascoe, 1863
    - Caanthus Champion, 1894
    - Cacotarphius Sharp, 1894
    - Caprodes Pascoe, 1863
    - Catolaemus Sharp, 1894
    - Cebia Pascoe, 1863
    - Cerchanotus Erichson, 1845
    - Chorasus Sharp, 1882
    - Cicones Curtis, 1827
    - Ciconissus Broun, 1893
    - Colobicones Grouvelle, 1918
    - Colobicus Latreille, 1807
    - Colydodes Motschulsky, 1855
    - Corticus Latreille, 1829
    - Coxelus Dejean, 1821
    - Denophloeus Stephan, 1989
    - Diodesma Latreille, 1829
    - Diplotoma Erichson, 1845
    - Ditomoidea Grouvelle, 1906
    - Dryptops Broun, 1882
    - Emilka Slipinski, 1982
    - Enarsus Pascoe, 1866
    - Endeitoma Sharp, 1894
    - Endocoxelus Waterhouse, 1876
    - Endophloeus Dejean, 1834
    - Enhypnon Carter, 1919
    - Epistranus Sharp, 1878
    - Erylus Dajoz, 1969
    - Eucicones Sharp, 1894
    - Eudesma LeConte, 1863
    - Eulachus Erichson, 1845
    - Fenerivia Dajoz, 1980
    - Gathocles Broun, 1893
    - Glenentela Broun, 1893
    - Glyphocryptus Sharp, 1886
    - Heterargus Sharp, 1886
    - Holopleuridia Reitter, 1876
    - Hyberis Pascoe, 1860
    - Hystricones Sharp, 1894
    - Isotarphius Heller, 1916
    - Kanantsia Dajoz, 1980
    - Labrotrichus Sharp, 1894
    - Langelandia Aubé, 1842
    - Lasconotus Erichson, 1845
    - Lascotonus Grouvelle, 1895
    - Lascotrichus Pope, 1961
    - Lastrema Reitter, 1882
    - Linophloeus Dajoz, 1980
    - Lithostygnus Broun, 1886
    - Lobogestoria Reitter, 1878
    - Lyreus Aubé, 1861
    - Madacones Dajoz, 1980
    - Madadesia Dajoz, 1986
    - Madenphloeus Dajoz, 1980
    - Mamakius Pope, 1961
    - Megataphrus Casey, 1890
    - Microprius Fairmaire, 1868
    - Microsicus Sharp, 1894
    - Mnionychus Carter, 1926
    - Namunaria Reitter, 1882
    - Neotrichus Sharp, 1886
    - Niphopelta Reitter, 1882
    - Norix Broun, 1893
    - Nosodomodes Reitter, 1922
    - Paha Dajoz, 1984
    - Paratarphius Dajoz, 1971
    - Paryphus Erichson, 1845
    - Pharax Pascoe, 1860
    - Phloeodalis Erichson, 1845
    - Phloeonemus Erichson, 1845
    - Phormesa Pascoe, 1863
    - Phorminx Carter & Zeck, 1937
    - Phreatus Pascoe, 1863
    - Priolomopsis Dajoz, 1982
    - Priolomus Erichson, 1845
    - Pristoderus Hope, 1840
    - Prosteca Wollaston, 1860
    - Protarphius Broun, 1893
    - Pseudocorticus Hinton, 1935
    - Pseudotarphius Wollaston, 1873
    - Rechodes Erichson, 1845
    - Recyntus Broun, 1882
    - Rytinotus Broun, 1880
    - Sallachius Pope, 1959
    - Sassaka Pope, 1961
    - Sechellotoma Dajoz, 1980
    - Sparactus Erichson, 1845
    - Sprecodes Pope, 1961
    - Sympanotus Sharp, 1886
    - Synagathis Carter & Zeck, 1937
    - Syncalus Sharp, 1876
    - Synchita Hellwig, 1792
    - Tarphiomimus Wollaston, 1873
    - Tarphiosoma Wollaston, 1862
    - Tarphius Erichson, 1845
    - Todima Grouvelle, 1893
    - Trachypholis Erichson, 1845
    - Trigonophloeus Dajoz, 1980
    - Vitiacus Broun, 1893
    - Xylolaemus Reitter, 1882
    - Zanclea Pascoe, 1863
- Zopherinae Solier, 1834
  - Latometini Slipinski & Lawrence, 1999
    - Latometus Erichson, 1842
    - Notorthocerus Slipinski & Lawrence, 1999
    - Orthocerodes Slipinski & Lawrence, 1999

  - Phellopsini Slipinski & Lawrence, 1999
    - Phellopsis LeConte, 1862

  - Pycnomerini Erichson, 1845
    - Dechomus Jacquelin du Val, 1859
    - Pycnomerodes Broun, 1886
    - Pycnomerus Erichson, 1842

  - Position incertaine
    - Exeniotis Pascoe, 1873
    - Meralius Casey, 1907
    - Notocerastes Carter, 1926
    - Phaennis Champion, 1894

  - Usechini Horn, 1867
    - Usechimorpha Blaisdell, 1929
    - Usechus Motschulsky, 1845

  - Zopherinaeincertae  
    - Cotulades Pascoe, 1860
    - Docalis Pascoe, 1860

  - Zopherini Solier, 1834
    - Noserinus Casey, 1907
    - Nosoderma Solier, 1841
    - Phloeodes LeConte, 1862
    - Scoriaderma Fairmaire, 1880
    - Zopher Slipinski & Lawrence, 1999
    - Zopherosis Adam White, 1859
    - Zopherus Gray, 1832

Theo Fossilworks.org:
- Phân họ Colydiinae Erichson, 1842
  - Tông Colydiinii Billberg, 1820
    - Chi Colydium Fabricius, 1792

  - Tông Orthocerini Blanchard, 1845
    - Chi Orthocerus King, 1844

  - Tông Synchitini Erichson, 1845
    - Chi Bitoma Herbst, 1793
    - Chi Xylolaemus Redtenbacher, 1857
- Phân họ Zopherinae Solier, 1834
  - Tông Monommatini Blanchard 1845
    - Chi Monomma Klug 1833

  - Tông Pycnomerini Erichson 1845
    - Chi Pycnomerus Erichson 1842

  - Tông Zopherini Solier 1834
    - Chi Nosoderma Guerin-Meneville 1838
- Chi Syntarsus Fairmaire, 1869

## Hình ảnh

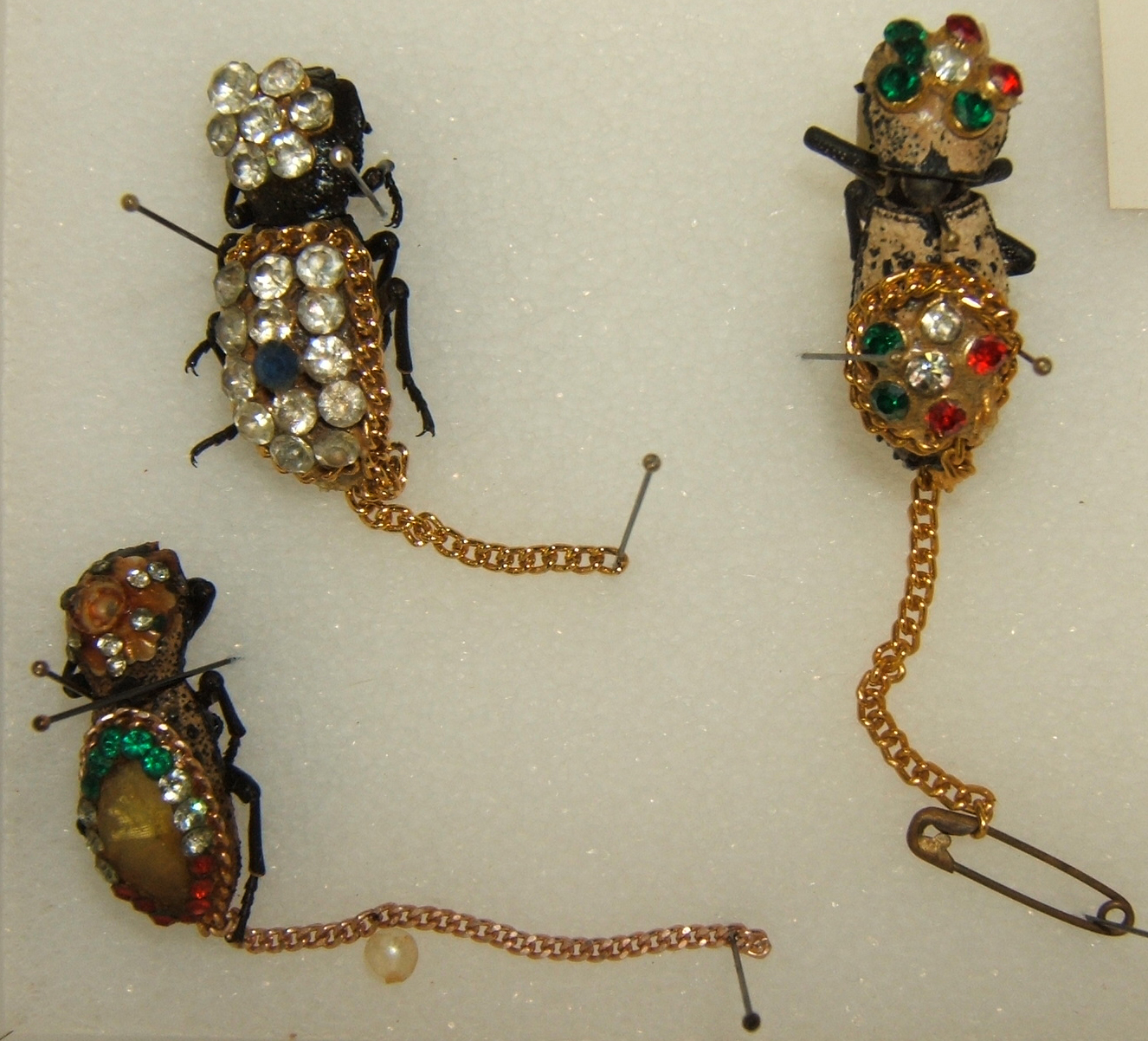
Zopheridae used as jewelry
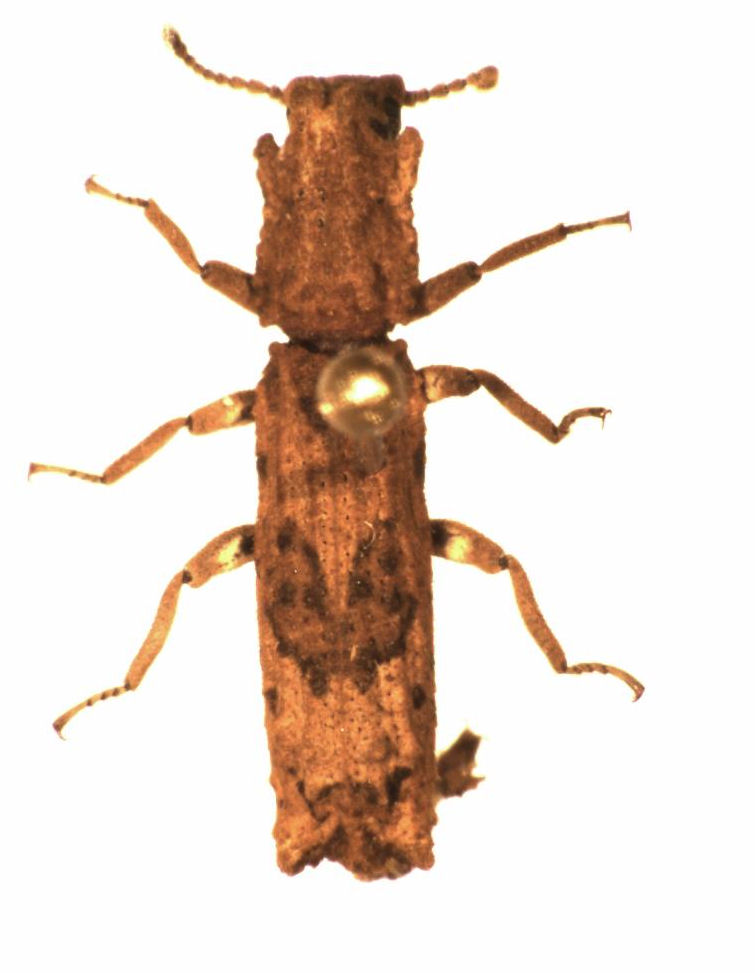
Rytinotus squamulosus